# Doru Popadiuc
Doru Popadiuc (Suceava, 18 febbraio 1995) è un calciatore rumeno, centrocampista del Voluntari.

## Carriera

### Club
Ha giocato nella prima divisione dei campionati rumeno, kazako ed ungherese.

### Nazionale
Ha giocato nella nazionale rumena Under-21.

## Palmarès

### Competizioni nazionali
- Coppa di Romania: 1

Voluntari: 2016-2017
- Supercoppa di Romania: 1

Voluntari: 2017